# Nimsreuland
Nimsreuland ist eine Ortsgemeinde im Eifelkreis Bitburg-Prüm in Rheinland-Pfalz. Sie gehört der Verbandsgemeinde Prüm an und liegt am 59 km langen Bach Nims. Zu Nimsreuland gehört auch der Ortsteil Schweißtal.

## Geschichte

### Ortsgeschichte

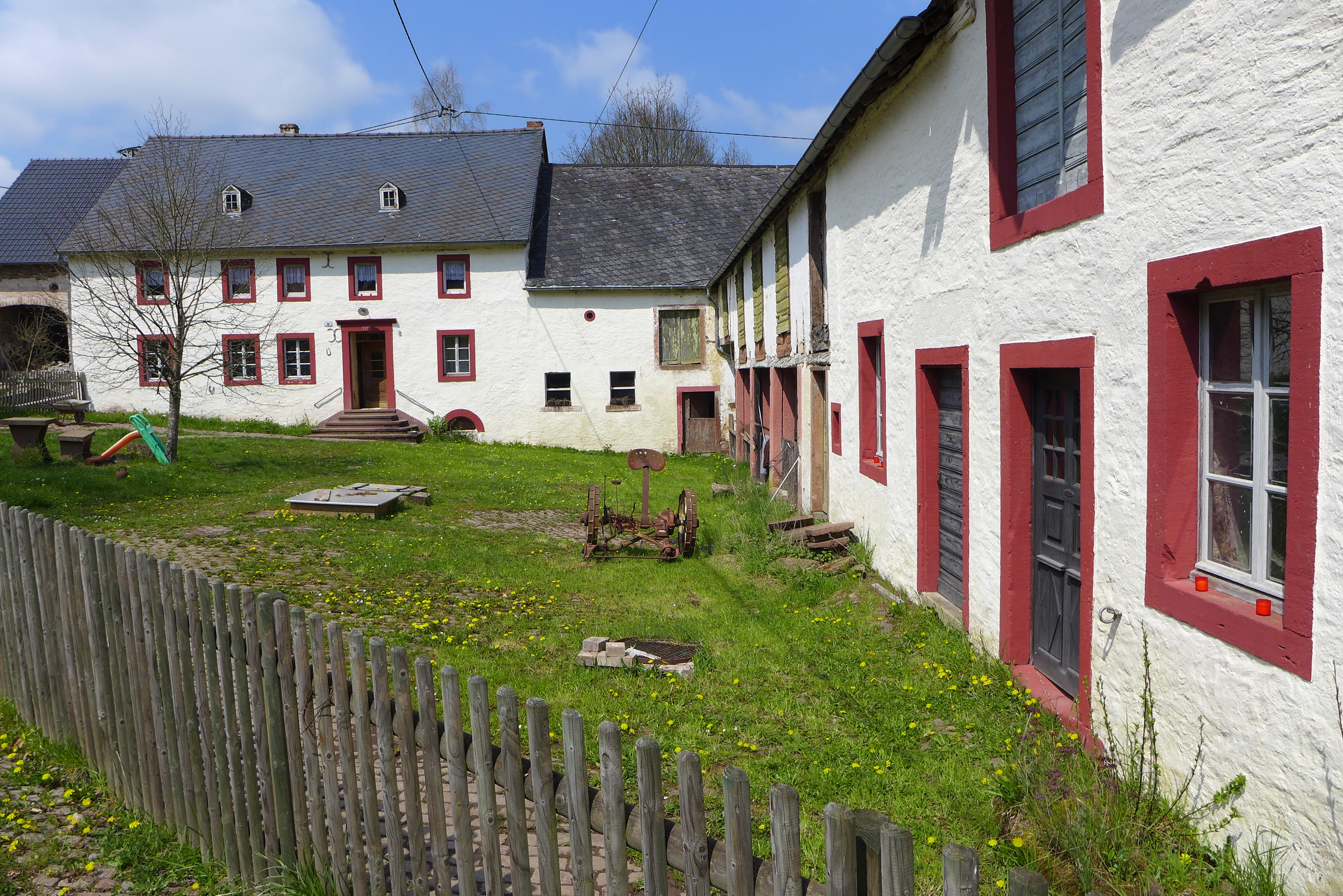
Hofanlage

Im Rahmen der Gründung der Abtei Prüm durch Pippin den Jüngeren kam der Hof Reuland als Geschenk zum Kloster. Vor 1370 hat der abteiliche Hof in Schönecken und in Folge die Herren von Schönecken Rechte in (Nims)Reuland – erstmals als Ort erwähnt wurde Nimsreuland als Ruland im Jahr 1268. Um 1770 zählte Reuland 14 Wohnhäuser und 89 Einwohner, Schweißthal zwei Häuser und 23 Bewohner. Der Name Ruland verschwindet um 1700. Aus ihm wird der Ortsname Reuland. Um 1900 wurde die Gemeinde in Nimsreuland umbenannt, um sie besser vom nahegelegenen belgischen Ort Burg-Reuland unterscheiden zu können.
1952 wurde die neue Brücke über die Nims eingeweiht. Die vorige Brücke wurde im Zweiten Weltkrieg durch deutsche Truppen zerstört. Erster Bürgermeister wurde im November Theodor Breuer. 1956 zog die bekannte Wanderlehrerin für Weberei, Else Pfefferkorn mit ihrer Schwester Nora von Heisdorf nach Nimsreuland. Zum Gedenken an die Schwestern wurde nach ihnen eine Straße (Pfefferkornweg) benannt.
Im Jahr 1998 ist mit dem Dorfgemeinschaftshaus mit Feuerwehrhaus eine neue Dorfmitte entstanden.

### Statistik zur Einwohnerentwicklung
Die Entwicklung der Einwohnerzahl von Nimsreuland, die Werte von 1871 bis 1987 beruhen auf Volkszählungen:
| Jahr | Einwohner |
| ---- | --------- |
| 1815 | 85        |
| 1835 | 112       |
| 1871 | 135       |
| 1905 | 114       |
| 1939 | 94        |

| Jahr | Einwohner |
| ---- | --------- |
| 1950 | 102       |
| 1961 | 91        |
| 1970 | 89        |
| 1987 | 87        |
| 1994 | 104       |
| 2005 | 124       |

## Politik

### Bürgermeister
Achim Cremer wurde 2024 Ortsbürgermeister von Nimsreuland.
Cremers Vorgänger Ewald Breuer hatte das Amt von 2009 bis 2024 ausgeübt.

### Wappen
| Wappen von Nimsreuland | Blasonierung: „Von Rot über Silber geteilt durch blau-silbernen Wellenschrägbalken, vorn schwarzes Mühlrad, hinten silberner Schildchen.“ |
| Wappen von Nimsreuland | Wappenbegründung: Vor der Ortsgründung gehörte unter anderem Nimsreuland zur Abtei Prüm und wurde durch Vianden als Vogtei verwaltet. Beide Orte haben die Wappenfarben Rot und Silber. Der blau-silberne Wellenschrägbalken steht für die Nims als Fließgewässer. Das schwarze Mühlrad auf die beiden Mühlen im Ort hin. Zudem ist das Familienwappen von Heinrich I. von Schönecken, unter dessen Herrschaft der Ort erstmals urkundlich erwähnt wurde, in das Wappen übernommen worden. |

## Brauchtum
Die Junggesellengemeinschaft des Ortes setzt seit 2013 mit dem jährlichen Wettkampf „Heed jäänt Breet“ wieder einen alten Brauch fort, der über einige Jahrzehnte in Vergessenheit geraten war. Der Brauch, bei dem zwei Wettläufer (ein Heide und ein Gläubiger) gegeneinander einen antreten, wurde vermutlich vom 19. Jahrhundert an bis zum Jahr 1963 von den Junggesellen ausgerichtet.
Beim „Burgsonntag“ ziehen die Junggesellen am Sonntag nach Karneval durch den Ort, um Eier und Speck zu sammeln. Am Abend wird der „Strohmann“ (oder „Burg“) verbrannt, ein großes Holzkreuz, um symbolisch den Winter auszutreiben.